# Matará (encomienda)

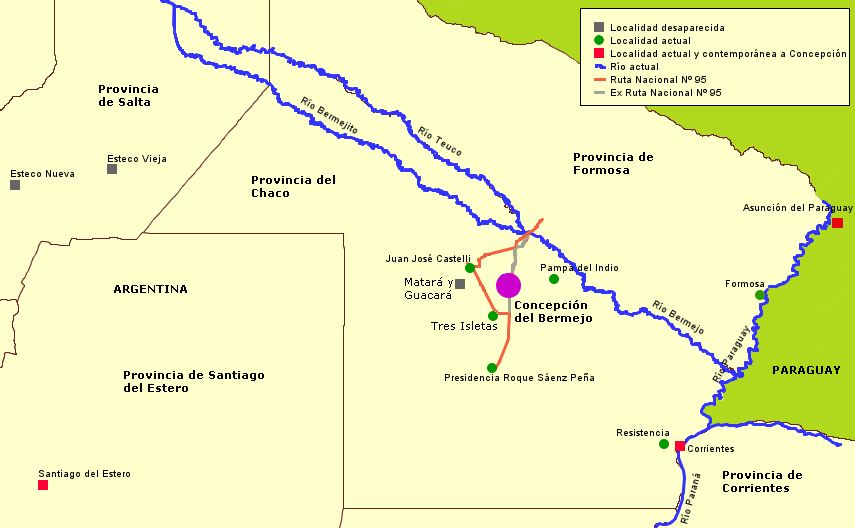
Mapa de Matará y Guacará según la división política actual.

Matará era un pueblo de indios de la etnia matará, cercano a la extinta ciudad hispana de Concepción de Buena Esperanza, en la actual Provincia del Chaco, Argentina. Se hallaba muy cerca de otro pueblo de encomiendas llamado Guacara. Ambos fueron fundados en 1584 y encomendados a vecinos de Talavera de Esteco, pero luego de fundar Concepción de Buena Esperanza, Alonso de Vera y Aragón y Calderón se dirigió hacia ellos por considerar que se hallaban en su jurisdicción y los ocupó, haciéndose cargo de la encomienda. Esta acción provocó un pleito resuelto luego por el rey de España.
Se hallaban a unas 7 leguas al oeste de Concepción, esto es unos 50 kilómetros. Matará fue fundamental para el desarrollo económico de Concepción, al punto que la destrucción de este pueblo en 1631 por una coalición de tribus fue el preludio del abandono de Concepción.
Un censo realizado en 1622 contó 638 indios mataráes y "nogosnas" en la encomienda de Matará. Al morir Vera y Aragón en 1605, la encomienda de Matará fue heredada por su viuda Isabel de Salazar a quien sucedieron Pedro Esteban Dávila y luego Felipe de Argañaraz.
Los restos de Matará fueron encontrados en una zona del sudoeste del departamento General Güemes, provincia del Chaco, conocida como Pampa de Tolosa.
No debe confundirse al pueblo de Matará con otro del mismo nombre (Matará) situado en la provincia de Santiago del Estero en donde fue hallada en 1971 la Cruz de Matará, atribuida al jesuita Alonso Barzana o Barcena, quien la habría tallado en 1594. Un censo aduce la existencia de una tercera encomienda de indios llamada Matalá o Matala, en las cercanías de Matará, pero la ausencia de otros registros hace pensar que solamente haya sido una subdivisión de Matará, quizás por su numerosa población.